# Palmyra (Syrië)
Palmyra (verlatijnsing van het Oudgrieks: Παλμύρα (Palmura); Arabisch: تدمر (Tadmur); Hebreeuws: תדמור  (Tadmor); Palmyreens Aramees: 𐡶𐡣𐡬𐡥𐡴 of  (Tedmurtā);  Syrisch Aramees: ܬܕܡܘܪܬܐ (Tedmurto); bijgenaamd Stad van Duizend Zuilen.
De site is een Syrische archeologische locatie gelegen in het gouvernement Homs. Tot in 2011 de Syrische Burgeroorlog uitbrak was het de meest bezochte bezienswaardigheid van Syrië. De oude stad heet officieel ook Tadmoer, maar tegenwoordig wordt dezelfde naam vooral gebruikt voor de nabijgelegen moderne stad. In de oudheid was Palmyra een oase op de Zijderoute en werd steenrijk doordat de inwoners reizende handelaren bescherming boden tegen overvallen van bedoeïenen. Zelf noemden de inwoners hun stad Tadmoor: 'wonder' of 'mirakel' in het Aramees.Palmyra vormde een onafhankelijke Aramese stadstaat. De taal van het oude Palmyra was het Aramees.
In 2013, twee jaar na het begin van de oorlog in Syrië, werd Palmyra als bedreigd cultureel erfgoed aan de rode lijst van UNESCO toegevoegd. In mei 2015 viel Palmyra voor de eerste keer in handen van terreurbeweging IS, die vervolgens begon met het plunderen van de site en het vernietigen van met name religieuze gebouwen en voorwerpen, omdat deze in hun ogen afgoderij waren. Eind maart 2016 slaagde het Syrische regeringsleger erin de stad weer terug te veroveren. Van het erfgoed bleek een gedeelte nog onbeschadigd, de schade was nochtans groot. In december 2016 kregen IS-strijders de stad voor enige tijd opnieuw in handen, waarna ze er meer verwoestingen aan het erfgoed aanrichtten.

## Geschiedenis

### Prehistorie
Door middel van een archeologische techniek met geluid kon in de tell onder de tempel van Bel worden vastgesteld dat er omstreeks 2300 v. Chr. al zeker sprake was van menselijke bewoning. De geschiedenis van de stad zelf gaat terug tot het tweede millennium vóór Christus. In kleitabletten uit de bloeiperiode van Mari uit de 18e eeuw v.Chr. wordt de plek genoemd als tussenhalte voor handelskaravanen en nomaden. De Assyrische koning Sjamsji-Adad I trok door het gebied aan het begin van deze eeuw. In een tablet ontdekt bij Emar uit de 13e eeuw v.Chr. wordt de stad opnieuw genoemd. De stad duikt ook op in de annalen van koning Tiglat-Pileser I In 2 Kronieken 8:4 wordt de stad voor het eerst Tadmor genoemd, met de abusievelijke toevoeging dat koning Salomo haar zou hebben versterkt. Vermoedelijk is hier verwarring opgetreden met een andere plaats, Tamar, die wordt genoemd in  1 Koningen 9:18.
De stad werd veroverd door Alexander de Grote en maakte na diens dood deel uit van het Seleucidische Rijk. In deze periode was Palmyra vooral een handelsplek, al stond er reeds een tempel op de plek waar later de tempel van Bel werd gebouwd.

### Romeinse periode
Toen de rijke oase, gelegen tussen de Romeinse provincie Syrië en Mesopotamië, omstreeks 30 v.Chr. de aandacht trok van de Romeinen, noemden zij de stad Palmyra, de stad van de palmbomen. Hiermee begon er een periode van grote bloei van ca. twee eeuwen. Onder keizer Tiberius Julius Caesar Augustus betaalde de stad een schatting aan de Romeinen en was daarmee de facto onderdeel van het Romeinse Rijk geworden. Lange tijd diende de stad als bufferzone tussen Syrië en de vijandige Parthen. Palmyra werd door Germanicus bij de provincie Syrië ingelijfd. Omstreeks het midden van de 2e eeuw bereikte de handel er een hoogtepunt. Behalve aan de handelsroute die de bewoners van Palmyra zelf hadden gebouwd en aan de aanwezigheid van een Romeins garnizoen bij Dura Europos was dit ook te danken aan de annexatie in 106 door de Romeinen van Petra, destijds de hoofdstad van Nabatea. Hierdoor verschoof het economische zwaartepunt in de regio van Petra naar Palmyra. Tegen het einde van de 2e eeuw, onder Septimius Severus, kreeg Palmyra de status van Romeinse kolonie en werd geregeerd door koningen die de naam Septimius vóór hun eigen Aramese naam plaatsten.

#### Palmyreense Rijk

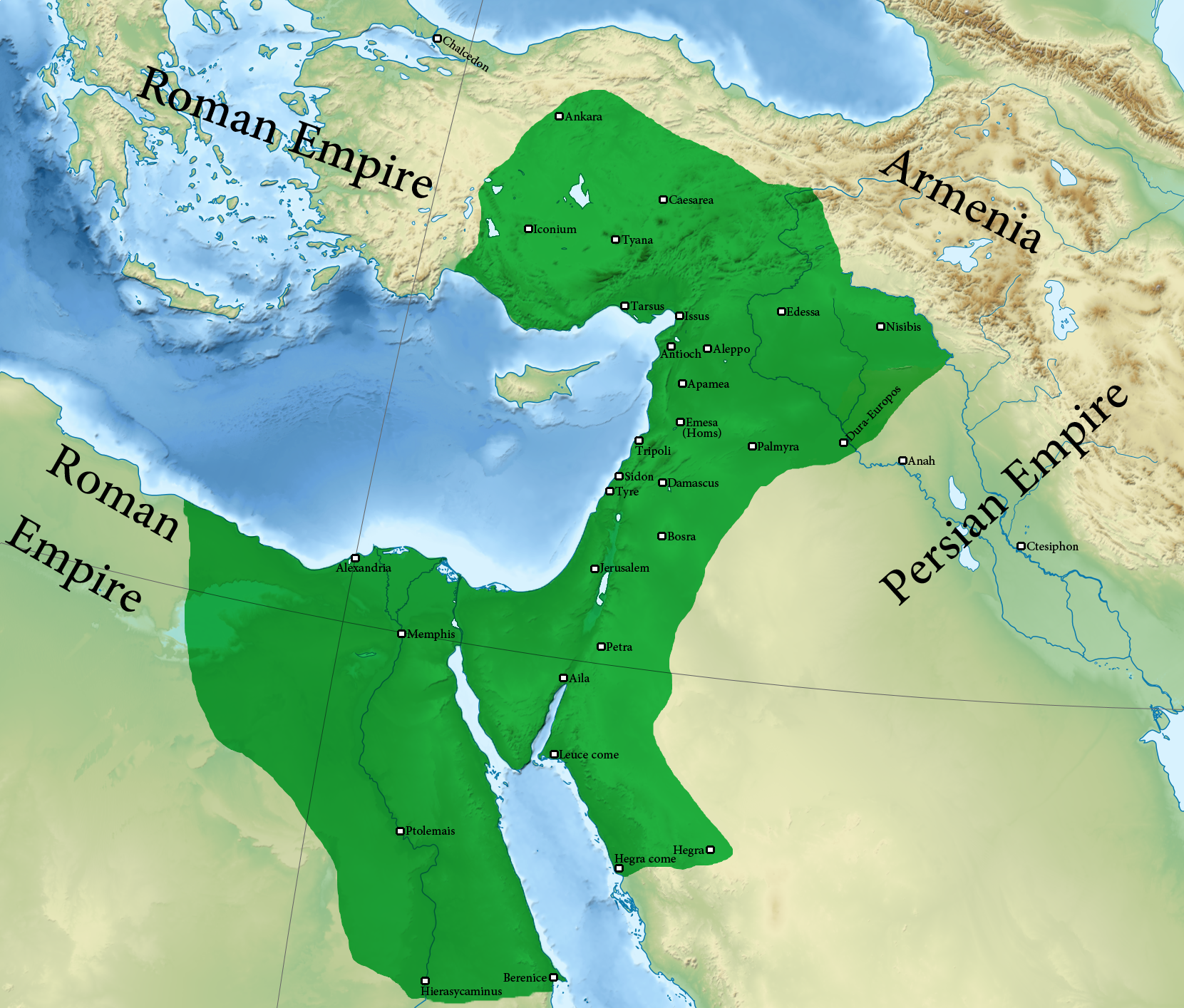
Palmyreense Rijk op zijn hoogtepunt (271)

Tijdens de Crisis van de derde eeuw, na de Slag bij Edessa (260), waarbij keizer Valerianus I werd gevangengenomen, braken in het Romeinse Rijk overal opstanden uit. Het Rijk stond op de rand van de afgrond. De nieuwe keizer Gallienus, zoon van Valerianus, probeerde zelf de opstanden in het Westen te beteugelen en gaf Septimius Odaenathus, de titel Corrector totius orientus "Gouverneur van het hele Oosten". Gestaag kreeg hij heel de regio onder controle. Bij zijn dood in 267 nam zijn beeldschone en bekwame vrouw Septimia Zenobia, de leiding over. Ze zette haar zoon Vabalathus op de troon, en ze riepen zichzelf uit als koning en koningin. Keizer Gallienus weigerde de titels te aanvaarden en de vriendschap sloeg om in ruzie. Palmyra scheurde zich af.
Odeanathus' weduwe, de ambitieuze koningin Zenobia, die haar man opvolgde en Gallienus verdacht van de moord op haar man, bestreed de Romeinen tot in Egypte. Zij moest echter uiteindelijk het onderspit delven toen Palmyra in 272 opnieuw in Romeinse handen viel. Een jaar later brak er in de stad een nieuwe opstand uit onder leiding van Septimius Apsaios, waarbij Septimius Antiochus door de Palmyrenen als hun eigen keizer werd aangesteld. Hierop liet keizer Aurelianus Palmyra, dat hij in eerste instantie had gespaard, alsnog goeddeels verwoesten. Het grootste deel van de kostbare schatten van Palmyra ging tijdens de plunderingen en vernietigingen verloren. Een klein deel ervan nam Aurelianus mee naar Rome, om zijn eigen "Tempel van de Zon" te versieren.
In de tweede helft van de 3e eeuw, maakte Palmyra zijn grootste bloei door, met op het hoogtepunt 200.000 inwoners..

#### Dioecesis Orientis
In de eerste decennia na de verwoesting van 273 verdween ook de macht. Het voormalige paleis van Zenobia kreeg een nieuwe bestemming als badhuis voor het legioen van Diocletianus. Onder keizer Diocletianus werd omstreeks 300 een nieuwe stadsmuur gebouwd.
Het christendom in Palmyra won aan kracht. De tempels van Bel en Baal-Shamin werden omgevormd tot kerken.. In 325 nam de toenmalige bisschop van Palmyra, Marinus, deel aan het Concilie van Nicaea. De tempel van Al-lāt was echter een ander lot beschoren; deze werd in 385 verwoest op bevel van de pretoriaanse prefect Maternus Cynegius.
In 527 liet keizer Justinianus I de stad restaureren en versterken tegen de aanvallen van Al-Mundhir III ibn al-Nu'man, koning der Lakhmiden.

### Middeleeuwen

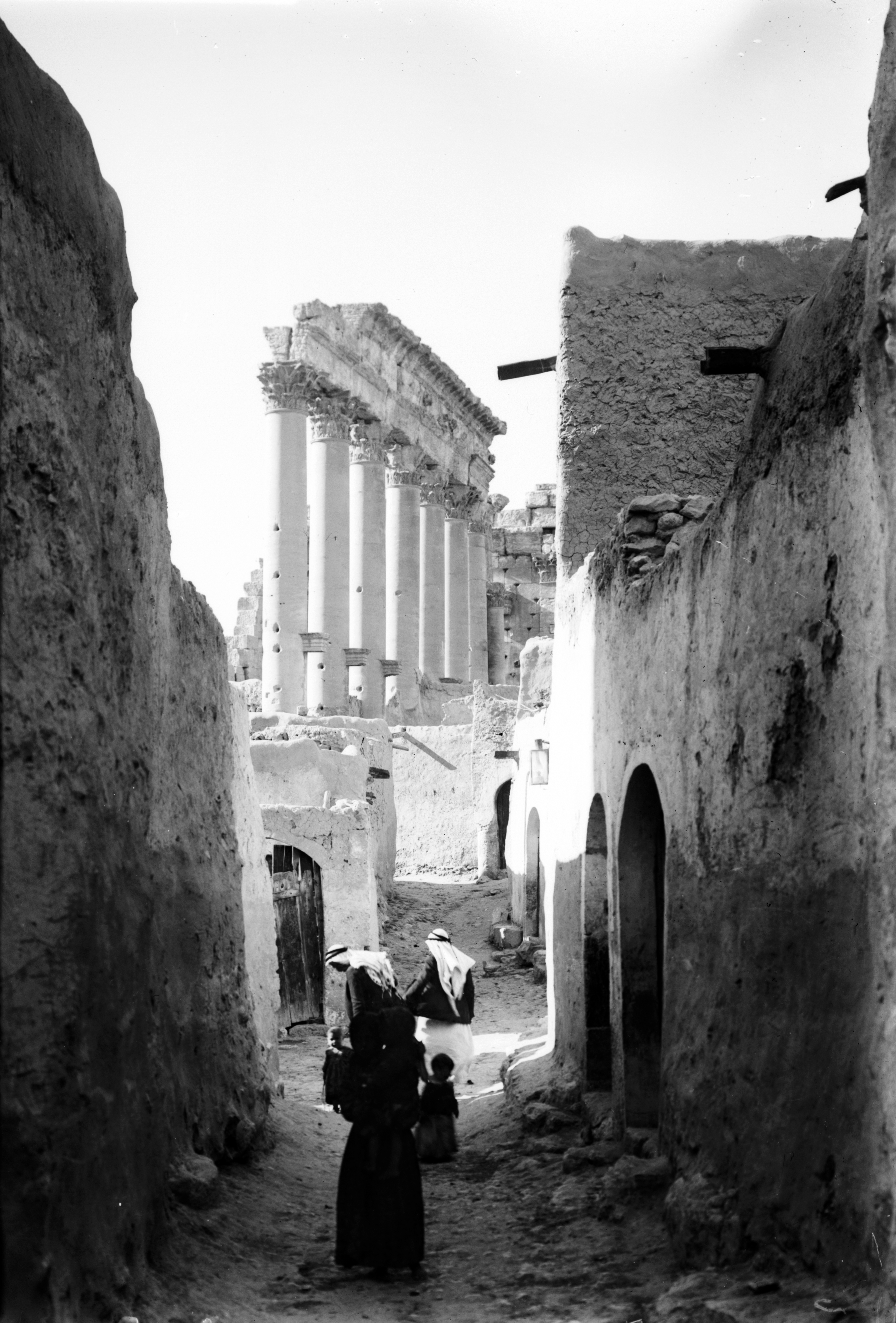
Op zichzelf staand dorp binnen de muren van de tempel van Bel, met uitzicht op de ruïnes, foto begin 20e eeuw

In de tweede helft van het eerste millennium n. Chr. werd de islam de nieuwe dominante godsdienst in het hele Midden-Oosten. Palmyra werd in 633 bij het Kalifaat van de Rashidun ingelijfd, na een 18-daagse veldtocht door de Syrische woestijn van moslimgeneraal Khalid ibn al-Walid. Het werd onderdeel van het district Jund Hims (Homs). Op het grondgebied van de antieke stad werd hierna een Arabische nederzetting gevestigd, en Palmyra kwam nu toe aan de Omajjaden. Er werd een soek gebouwd en de tempel van Bel kreeg een nieuwe bestemming als moskee. Palmyra werd nu opnieuw een belangrijke handelsplaats, waardoor ook het welvaartspeil en de bevolking groeiden. De Banu Kalb, een Arabische stam, vestigden zich in Palmyra. Hierna brak er een burgeroorlog uit, die ermee eindigde dat Banu Kalb-leider al-Abrash al-Kalbi, die zich in Palmyra had verschanst, zich in 745 overgaf aan koning Marwan II. Ook generaal Sulayman ibn Hisham vluchtte naar Palmyra alvorens naar het oosten te ontsnappen. Marwan II liet na de overgave de muren van de stad verwoesten. Rond 750 rukte het Kalifaat van de Abbasiden op, als opvolger van het rijk der Omajjaden. Palmyra hield nog enige tijd stand tegen de nieuwe overheersers. Troonpretendent Abu-Muhammad al-Sufyani vluchtte naar Palmyra en hij kon nog ontsnappen voordat de stad door de Abassiden werd ingenomen. Rond 800 verliet het merendeel van de bevolking het gebied.
In de 10e en 11e eeuw overheersten verschillende dynastieën achtereenvolgens het gebied. Eerst waren dit de Hamdaniden die in 955 onder leiding van Sayf al-Dawla de nomaden bij Palmyra hadden verslagen en een kasba (versterking) lieten aanleggen tegen de aanvallen van de Byzantijnse keizers Nikephoros II Phokas en Johannes I Tzimiskes. Aan het begin van de 11e eeuw namen de Mirdasiden de controle over Palmyra over. In de tweede helft van deze eeuw werden zij opgevolgd door de Mala'ib, die rond 1090 op hun beurt moesten wijken voor het opkomende Seltsjoekenrijk. In deze zelfde periode vonden er enkele grote natuurrampen plaats; in 1068 en 1089 werd Palmyra getroffen door zware aardbevingen.
Aan het begin van de 12e eeuw werd Palmyra veroverd door Toghtekin, de eerste atabeg van Damascus, die zijn neef als gouverneur van de stad aanstelde. Nadat laatstgenoemde was gedood door opstandelingen, nam Toghtekin in 1126 de stad opnieuw in. Daarop werd het bestuur overgedragen aan Toghtekins kleinzoon Shihab-ud-din Mahmud en vervolgens aan gouverneur Yusuf ibn Firuz. In 1132 werd de tempel van Bel tot een citadel gemaakt ter verdediging van de stad.
Medio 12e eeuw stond Palmyra onder bestuur van Nur ad-Din, koning uit de Zengiden-dynastie, en werd de stad onderdeel van Homs. Homs werd daarop in 1174 geannexeerd door de Ajjoebiden, waarop generaal Saladin Palmyra samen met de rest van Homs in leen gaf aan zijn neef Muhammad ibn Shirkuh. Na Saladins dood werd Palmyra overgedragen aan diens achterneef, Al-Mujahid Shirkuh II, die omstreeks 1230 begon met de bouw van het kasteel Fakhr-al-Din al-Maani. Hierna begon de periode van de Mammelukken. In 1284 werd prins Muhanna bin Issa (van de Al-Fadl-clan) door sultan Al Mansur Qalawun aangesteld als heerser over Palmyra.
In 1400 kreeg Palmyra een nieuwe klap te verduren, toen het werd aangevallen door de Turks-Mongoolse veroveraar Timoer Lenk. Diens leger nam 200.000 schapen mee en bracht de stad ernstige schade toe.
Hierna was de rol van Palmyra als belangrijke stad op het wereldtoneel min of meer voorbij. In 1516 werd Syrië bij het Ottomaanse Rijk gevoegd, waarbij Palmyra het centrum van een sandjak werd. Na 1568 werd de Libanese prins Ali bin Musa Harfush (van de Harfouche-clan) benoemd tot gouverneur van Palmyra. In 1584 werd hij wegens verraad uit zijn ambt ontheven. Inmiddels was de stad gereduceerd tot een dorpje, waarvan de inwoners zich nu geheel terugtrokken binnen de muren van de tempel van Bel. In 1630 kwam Palmyra onder gezag van de emir Fakardin, die het naar hem genoemde kasteel liet restaureren. Later viel Fakardin bij de Ottomanen uit de gratie waarna Palmyra een op zichzelf staande sandjak bleef, totdat het in 1857 ten slotte opging in het sandjak Zor.

### Herontdekking en kleine heropbloei
Nadat Palmyra in het Westen lange tijd in de vergetelheid was geraakt, werd de verlaten en afgelegen stad in 1678 herontdekt door twee Britse kooplieden die in Aleppo verbleven. Een expeditie onder leiding van de Britse geestelijke William Halifax bezocht in 1691 de ruïnes. De kunstenaar Gerard Hofsted van Essen, die meereisde met de expeditie, vervaardigde een tekening, die hij in Aleppo tot een schilderij verwerkte. Dit schilderij wordt beschouwd als de oudste afbeelding van de ruïnes van Palmyra.
In 1751 begon men met uitgraven en het maken van tekeningen. Daarna werd Palmyra steeds meer bezocht, en in de 20e eeuw werd begonnen met wetenschappelijk onderzoek naar de resten.
Aan het begin van de 20e eeuw kreeg Palmyra tijdelijk een hernieuwde rol als verkeersknooppunt. Inmiddels werd de plek zelf al bijna niet meer bewoond. In 1932 trokken de laatste bewoners uit Palmyra weg naar het nabijgelegen Tadmur, waarmee Palmyra een louter archeologische plek was geworden.
In 1980 voegde de Commissie voor het Werelderfgoed van UNESCO Palmyra toe aan de Werelderfgoedlijst. In de drie decennia daarna werd de archeologische locatie een zeer populaire toeristische trekpleister. Palmyra trok tot 2011 jaarlijks meer dan 150.000 toeristen.

### Syrische Burgeroorlog, inname door IS en heroveringen (2011-2017)
Na het uitbreken van de Syrische Burgeroorlog in het voorjaar van 2011 kwam er al gauw helemaal een eind aan het toerisme. Door plunderingen en geweld liep de oude stad enige schade op. In februari 2013 werd Palmyra op de rode lijst van UNESCO gezet. In april werd bekend dat onder andere de tempel van Bel door een mortier was getroffen bij gevechten tussen de troepen van al-Assad en rebellen.
In mei 2015 werd de ruïnestad samen met de nabijgelegen moderne stad Tadmoer door IS ingenomen. Dit bracht een wereldwijde schok teweeg.
Enkele dagen na de inname gaf een IS-commandant een radioboodschap af dat alleen de "afgoderijbeelden" zouden worden vernietigd en dat de ruïnes met rust zouden worden gelaten. Echter volgden al snel de eerste vernielingen. In en in de nabijheid van Palmyra blies IS in juni enkele antieke tombes op, waaronder die van Mohammed bin Ali, een nazaat van Ali ibn Aboe Talib. Ook de Leeuw van Al-Lāt, een 2000 jaar oud standbeeld, bleek eind juni te zijn vernield.
Het Romeinse theater werd gebruikt als decor om 25 gevangenen te executeren. Khaled al-Asaad, een Syrische archeoloog die meer dan 50 jaar van zijn leven aan de oudheden had gewijd, werd in augustus vermoord door onthoofding omdat hij weigerde te vertellen waar zich schatten bevonden. Een groot deel van de bevolking was toen al gevlucht.
In augustus 2015 werden nieuwe vernielingen door IS bekend. Als bewijs van de verwoestingen publiceerde IS foto's van de verwoesting van de tempel van Baal-Shamin, die zij met explosieven hadden vernietigd. Uit door de VN vrijgegeven satellietbeelden bleek op 1 september dat ook de tempel van Bel was opgeblazen. De beelden weerlegden het verkeerde bericht van lokale functionarissen dat de tempel ondanks een explosie geheel of grotendeels onbeschadigd was gebleven. Enkele dagen later meldden Syrische bronnen dat er ook drie graftorens waren opgeblazen. Het Syrische DGAM meldde dat IS ook was begonnen met het opgraven van voorwerpen om ze op de zwarte markt te verhandelen. Gevreesd werd inmiddels dat de historische stad Palmyra geheel zou worden verwoest. Op 4 oktober werd bekend dat ook de Romeinse triomfboog was opgeblazen. Inmiddels leek het erop dat er achter de vernielingen geen religieuze motieven meer zitten, maar dat het puur vergeldingsacties van IS betrof. Het Syrisch Observatorium voor Mensenrechten meldde eind oktober dat IS-strijders gevangenen levend hadden vastgebonden aan de antieke zuilen, waarna ze de zuilen lieten exploderen.

#### Herovering en nieuwe gevechten (2016, 2017)
Op 23 maart 2016 bereikten troepen van de Syrische regering met Russische steun de buitenwijken van het oude Palmyra, aldus berichtte het Syrisch Observatorium voor de Mensenrechten. Bij gevechten ten westen van de stad zouden 26 Syrische militairen door IS zijn gedood. Twee dagen later meldde de Syrische staatstelevisie dat de militairen het hart van de stad hadden bereikt. Er zouden 56 luchtaanvallen zijn uitgevoerd. Op 27 maart werd bekend dat het Syrische leger de stad geheel in handen had. UNESCO gaf aan zo snel mogelijk naar Palmyra te willen om de schade op te nemen en de overgebleven ruïnes te beschermen.
Enkele dagen na de herovering stuitte het Syrische leger op een massagraf met daarin veertig lijken, waarvan enkele onthoofd.
Begin december 2016 vonden er in de buurt van de stad opnieuw zware gevechten met IS-strijders plaats. Op 10 december slaagde IS er volgens berichten in het noordwesten van Palmyra weer in handen te krijgen. Ook werd er gevochten in het centrum. Enkele dagen later was de stad opnieuw volledig in handen van IS.
Op 19 januari meldde het Syrisch Observatorium voor Mensenrechten dat IS in Palmyra 12 gevangenen had onthoofd. Uit satellietbeelden bleek dat nu ook de voorgevel van het Romeinse theater en het Tetrapylon door IS waren verwoest.
Begin maart 2017 werd de stad weer opnieuw terugveroverd op IS door het Syrische leger, dat steun kreeg van Rusland.

## Belangrijke monumenten

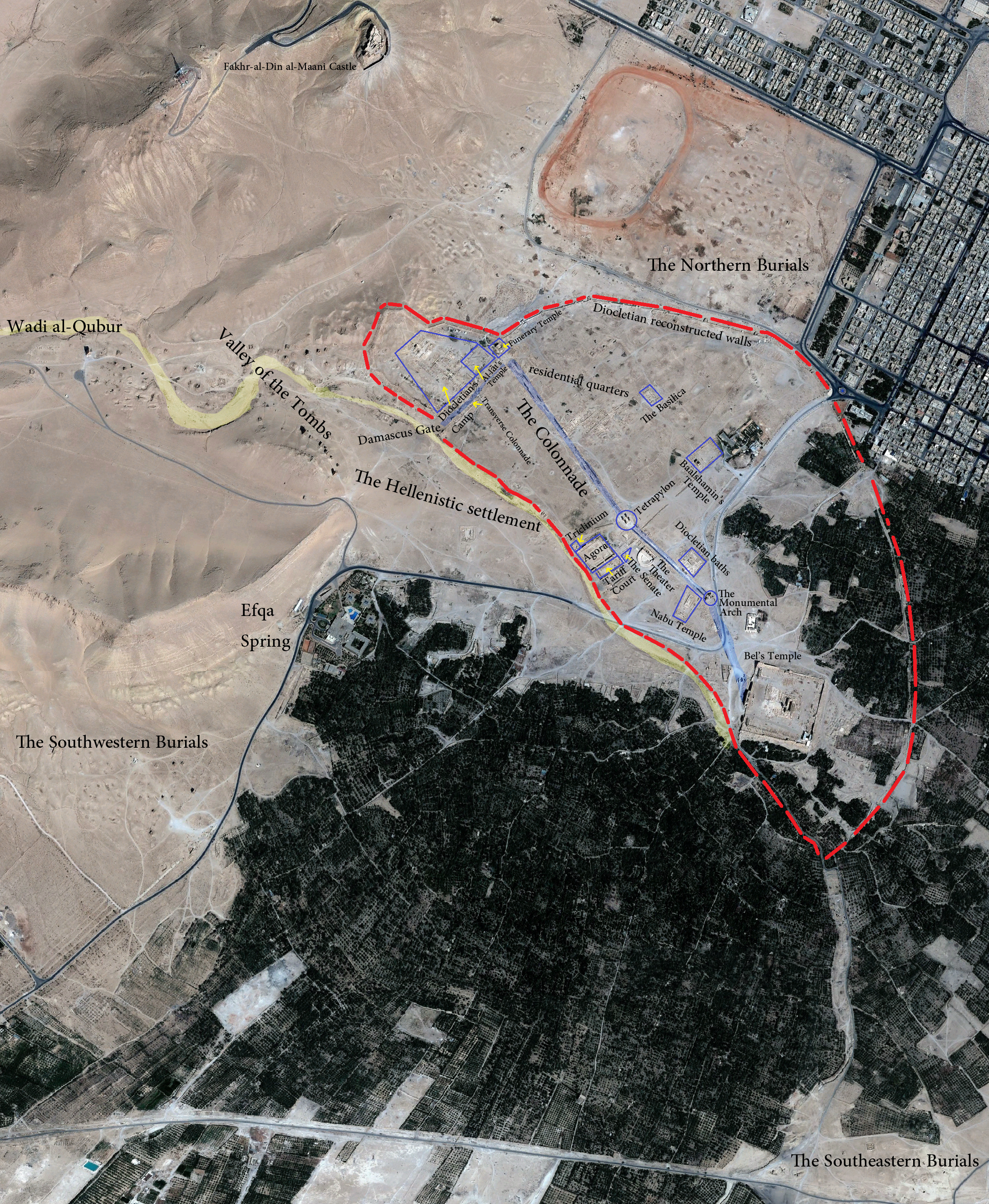
Luchtfoto van het complex

Van de onderstaande monumenten is een deel inmiddels vernietigd door IS.
- De tempel van Bel was de grootste tempel van het oude Palmyra. Hij was gebouwd op een plaats waar, in het tweede millennium vóór Chr. reeds een heiligdom stond. Bel (of Baäl) is oorspronkelijk een Babylonische god die vereenzelvigd werd met de Griekse Zeus en de Romeinse Jupiter. De tempel dateerde uit de 1e eeuw. Het tempeldomein was volledig ommuurd, de muren hadden een lengte van 205 m. Langs de binnenzijde van de muren stonden Korinthische zuilen. Centraal was er een cella, waarin twee kamers - één noordelijk en één zuidelijk - elk met een plafond gevormd door een monoliet waarin reliëfs waren gebeeldhouwd. Ook het altaar bevond zich binnen de cella. In de 12e eeuw werd de westelijke (hoofd)poort versterkt tot een bastion door de Arabieren. Bij de vernietiging door IS met explosieven bleef alleen een deel van de buitenmuren en van de zuilen over.[42][43]
- De colonnades langs de decumanus lopen van ZO naar NW over een afstand van 1,2 km. (Ter vergelijking: de colonnadestraat van Apamea is 1,8 km lang.) Aan het begin stond de monumentale boog, die door IS is vernietigd. Langs de decumanus liggen links de restanten van de tempel van Nebo uit de 1e eeuw (Nebo is de Mesopotamische god van de wijsheid en van de orakels, vaak geïdentificeerd met de Griekse Apollo). Verderop rechts bevinden zich de baden van Diocletianus. Links is er het Romeinse theater uit de 2e en 3e eeuw. Verderop zijn er de senaat en de agora. Het tetrapylon werd gereconstrueerd in 1963. De door IS verwoeste kleine tempel van Baal-Shamin ('heer van de hemel') bevond zich noordoostelijk van het Tetrapylon. Hij dateerde uit de 1e eeuw en werd verder uitgebouwd in de 2e en 3e eeuw en in de jaren 1950 gerestaureerd. In het noordwesten is er het kamp van Diocletianus met de 'tempel van de standaarden'.
- De necropolis van Palmyra ligt buiten de stad zowel in het noorden, het westen als het zuiden. Er zijn individuele en gemeenschappelijke graven. Zowel de torengraven als de hypogea (ondergrondse graven) werden voor meerdere gestorvenen gebruikt. Een deel van de graven is inmiddels verwoest door IS.
- Boven Palmyra ligt een Arabische burcht uit de 16e eeuw.
- Het museum van Palmyra stelde lokale vondsten ten toon, vooral beelden en bas-reliëfs die de loculi van de graven afsloten. De meeste voorwerpen zijn vlak voordat Palmyra in handen van IS viel uit het museum gehaald en elders in veiligheid gebracht.[60]

## Afbeeldingen

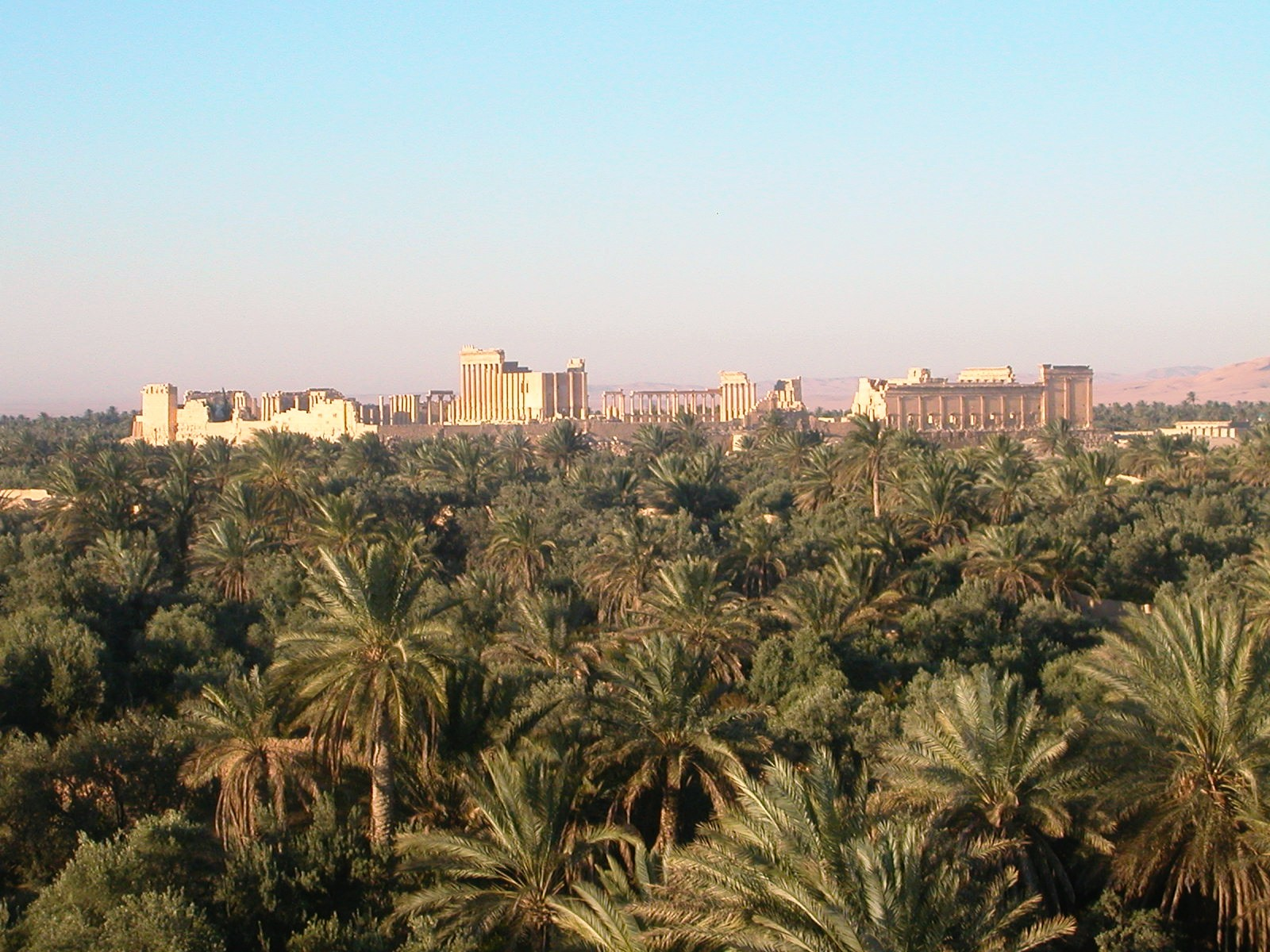
Algemeen zicht op de site
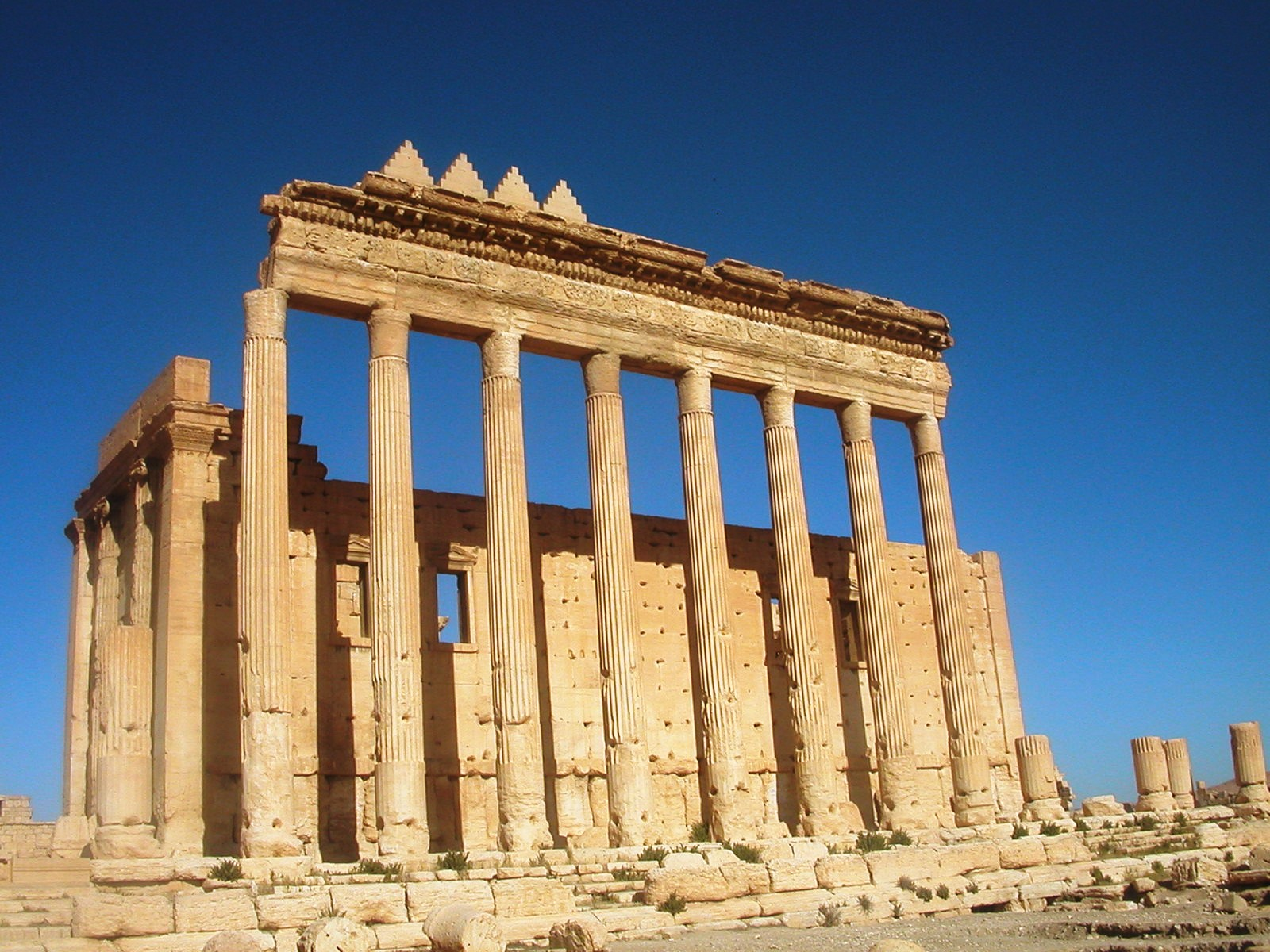
Tempel van Bel: zuilen en cella. In 2015 opgeblazen
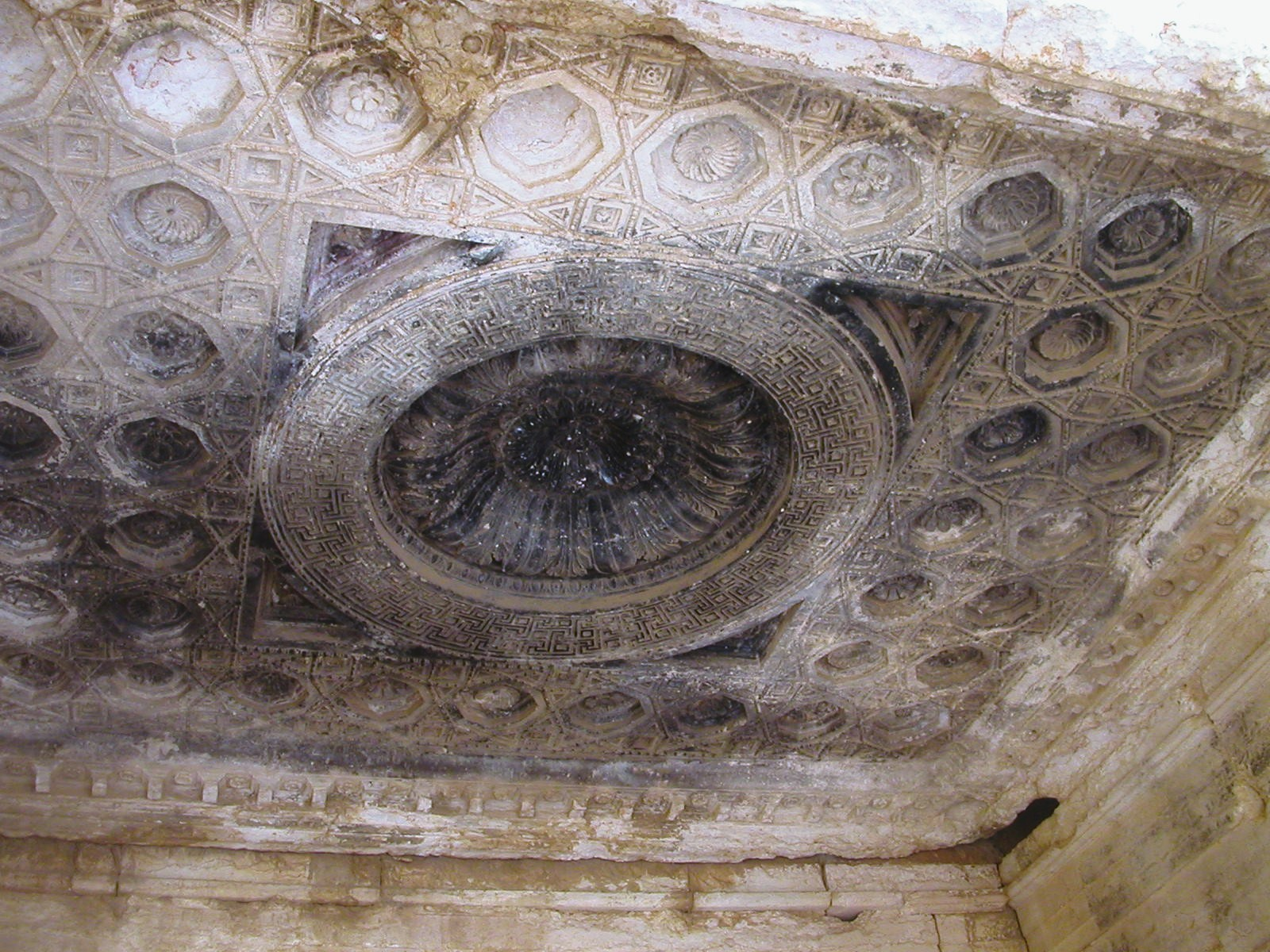
Tempel van Bel: monolietplafond van de cella
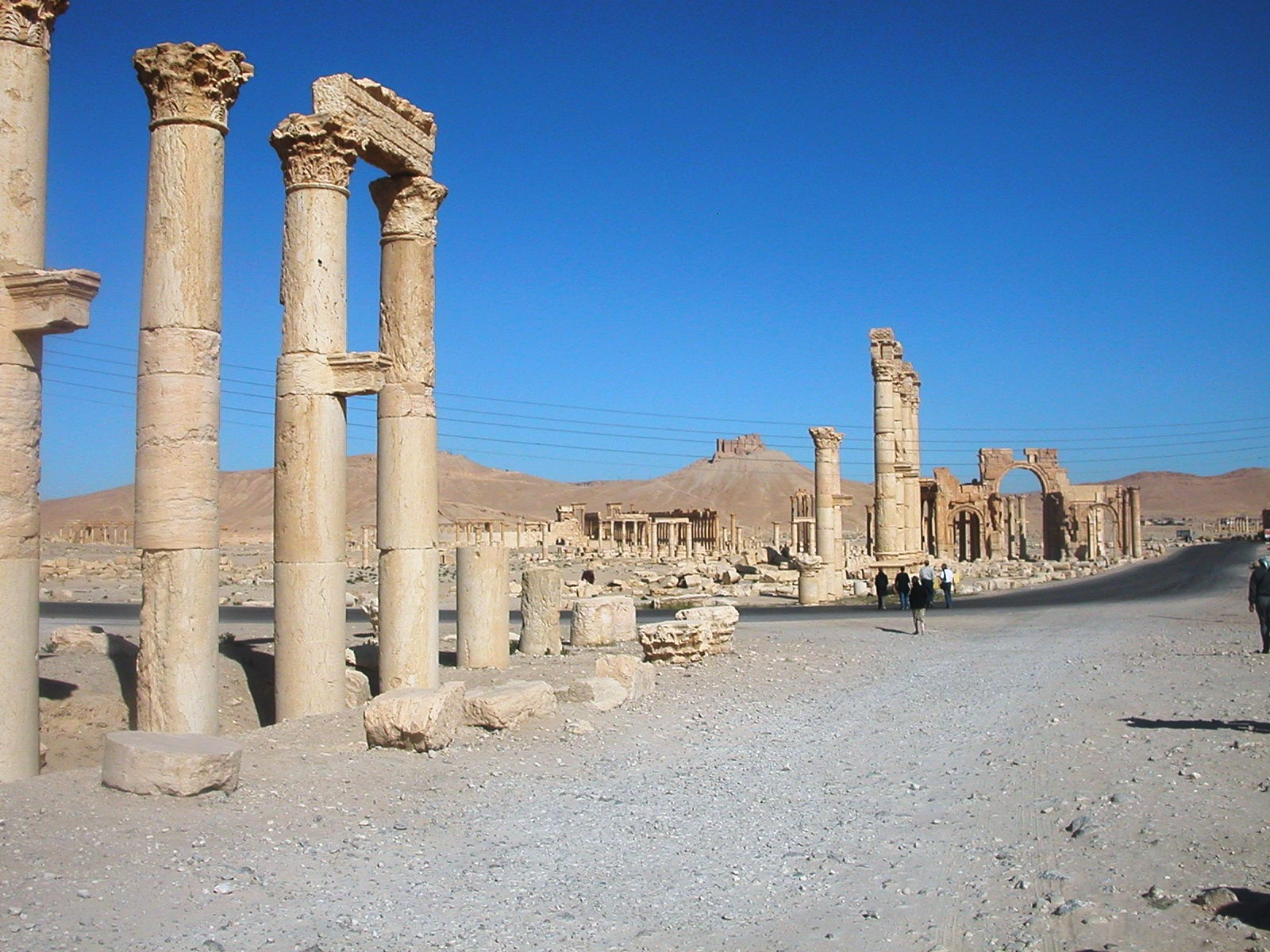
Zicht op de site en de Arabische burcht vanaf de Tempel van Bel
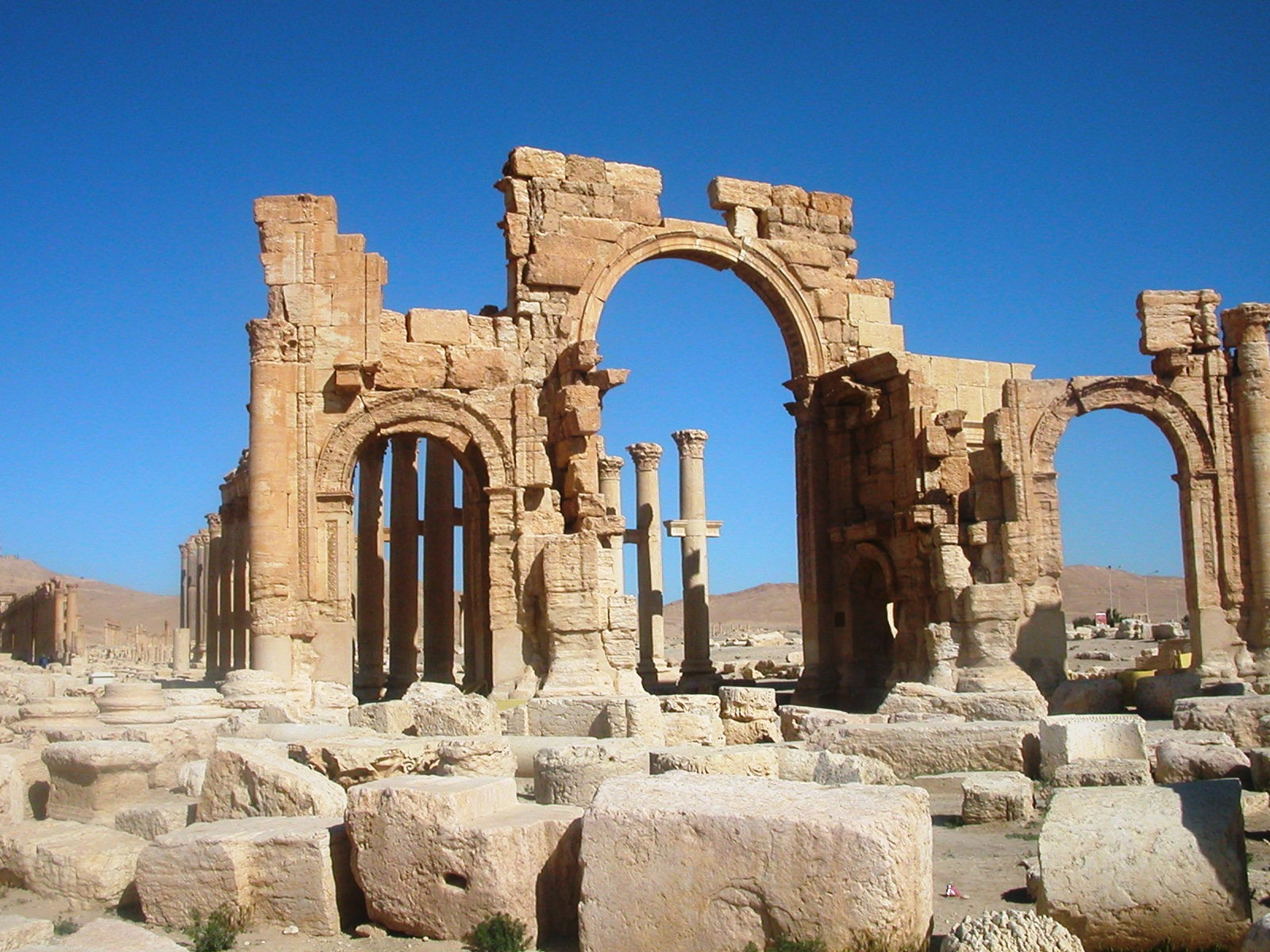
Grote triomfboog aan begin colonnadestraat. In oktober 2015 opgeblazen
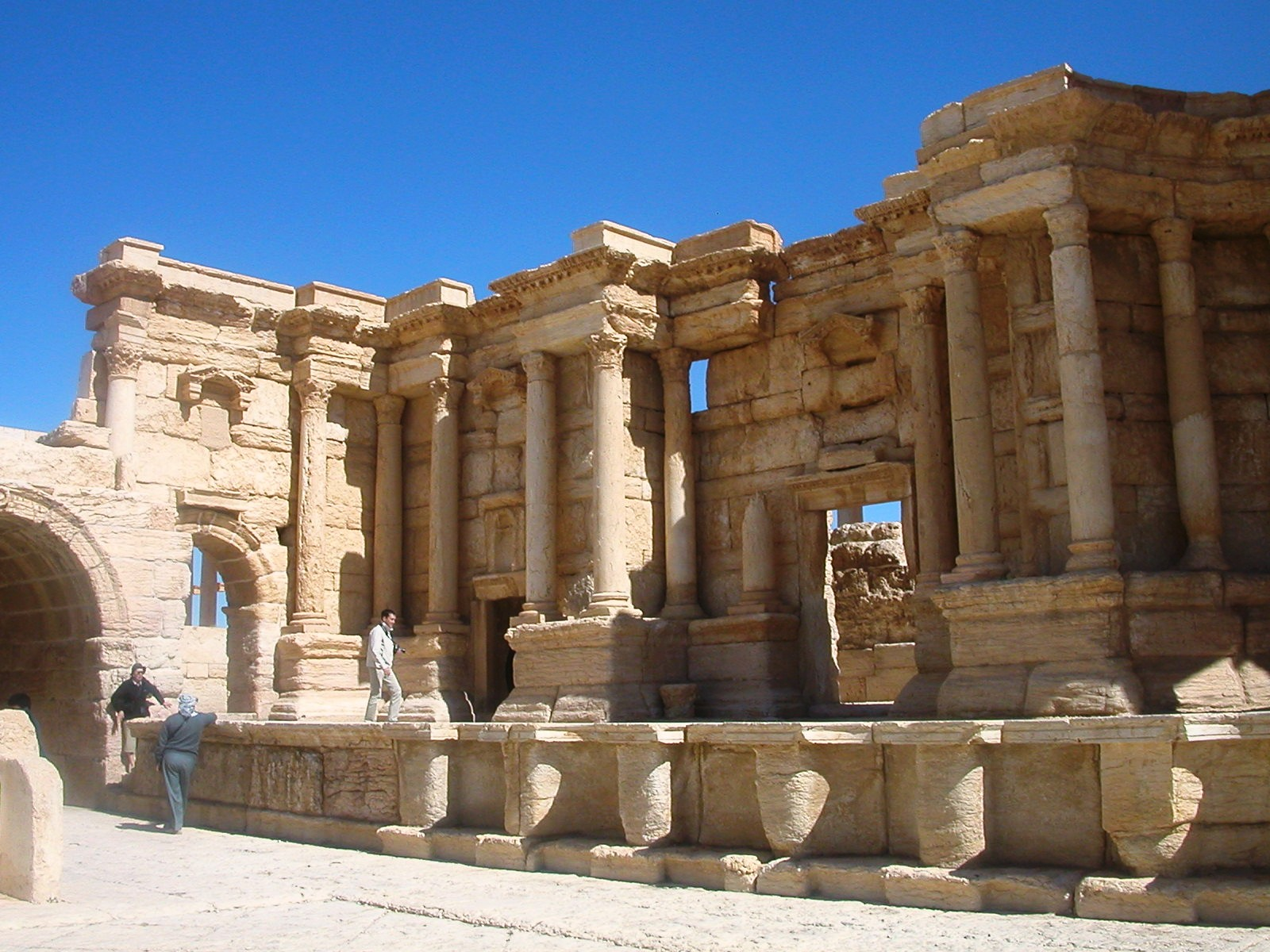
Romeins theater: skène
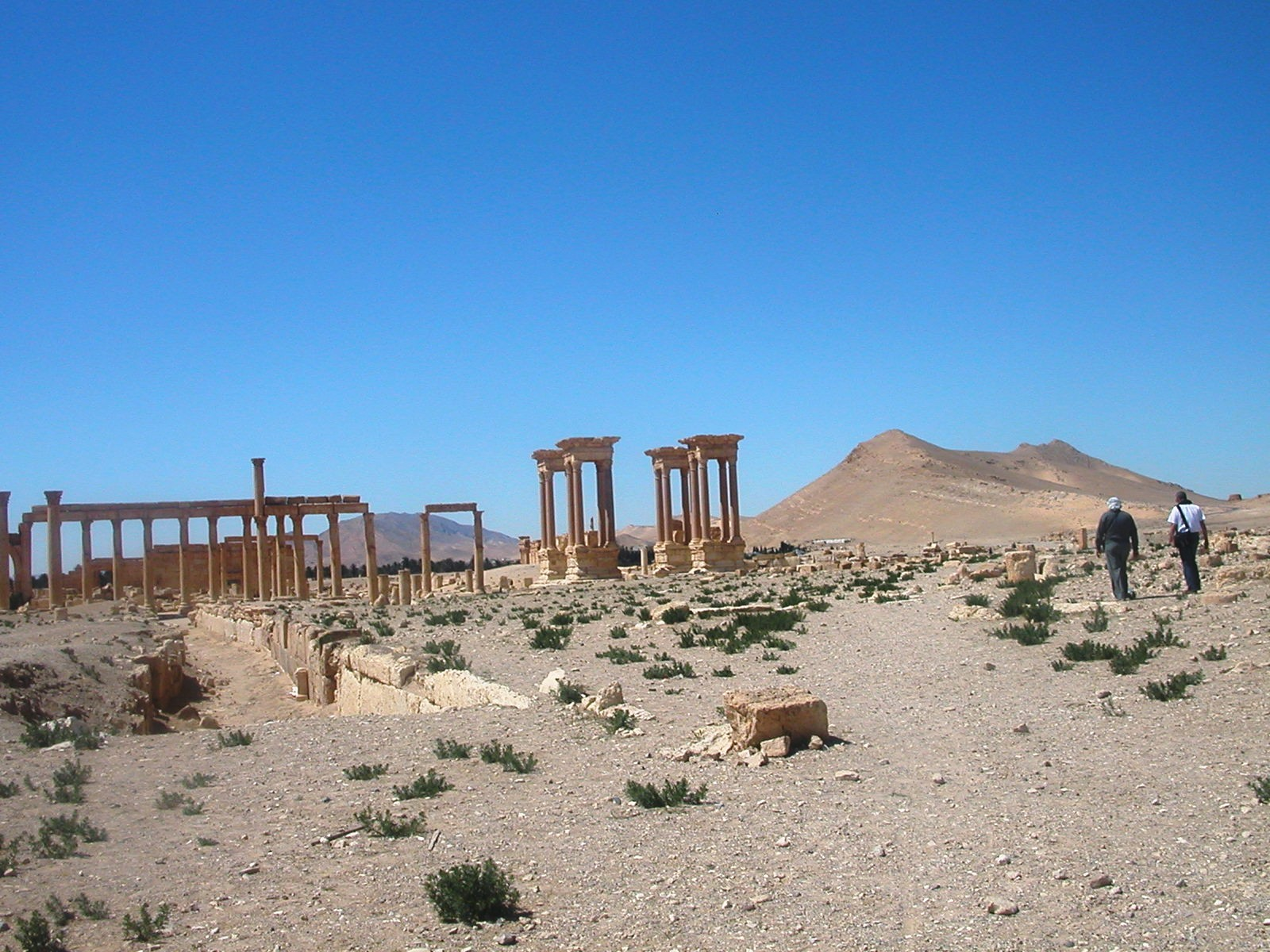
Decumanus en tetrapylon
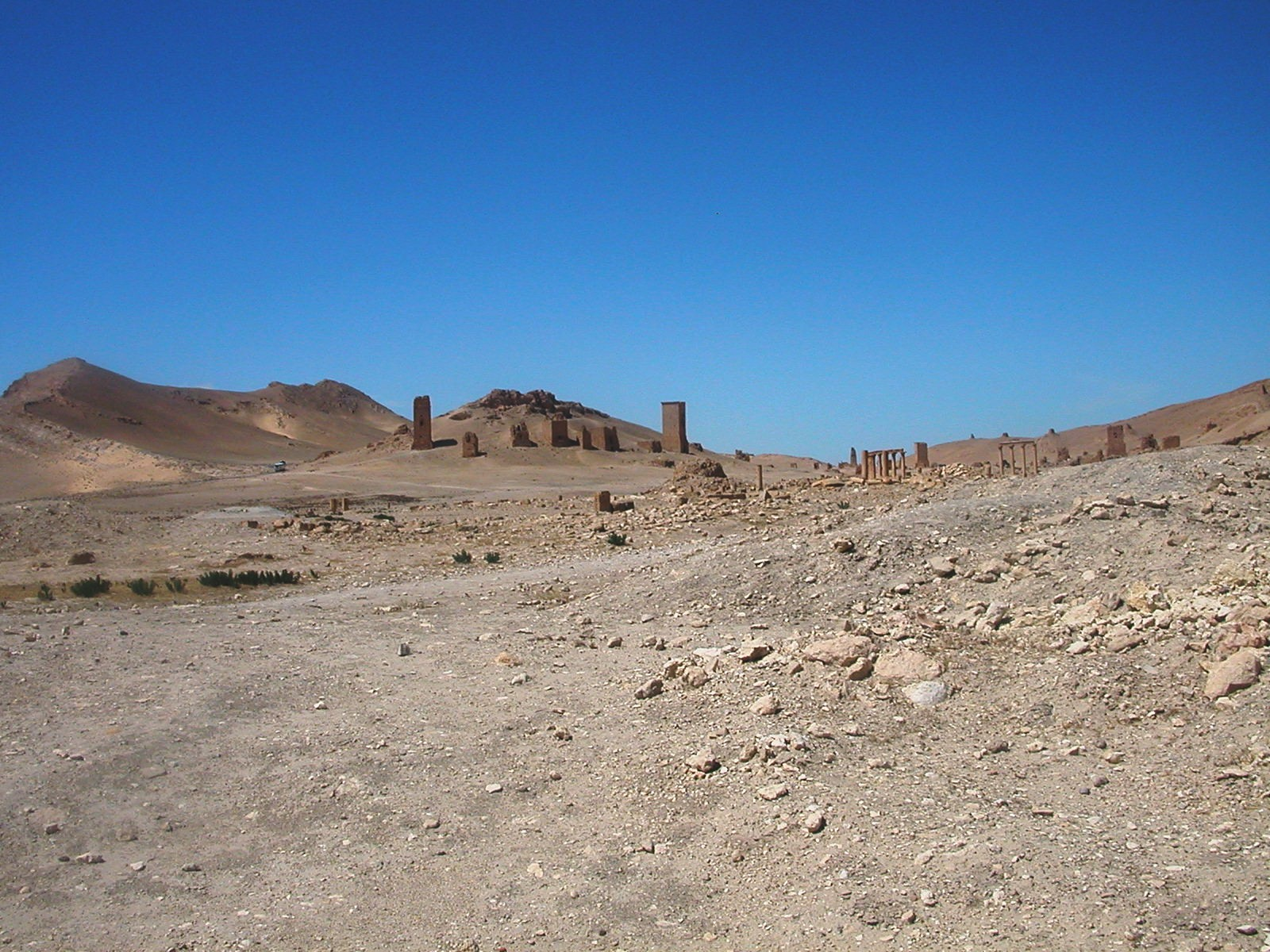
Torengraven, een deel is inmiddels opgeblazen
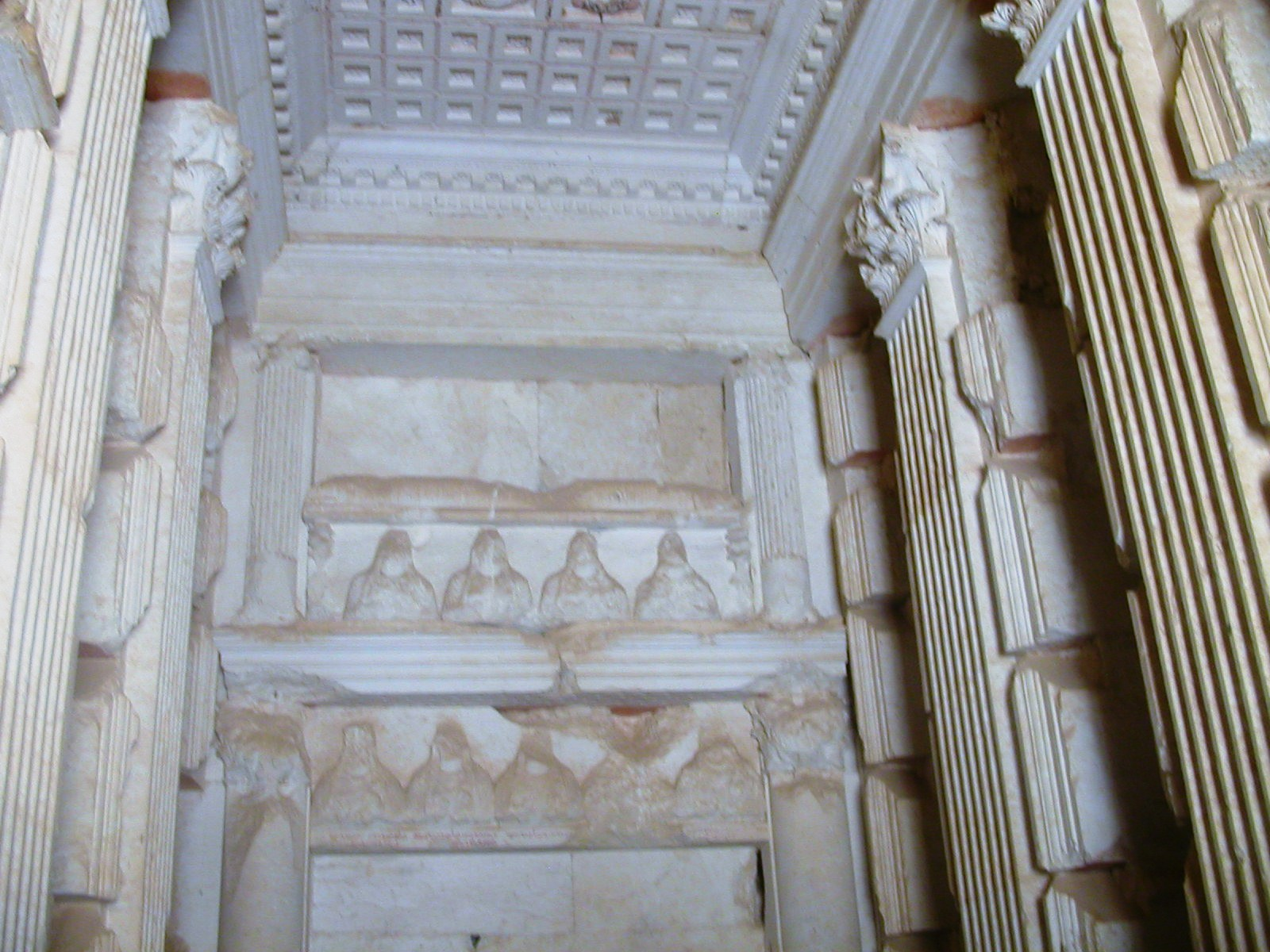
Hypogeum van de twee broers: interieur
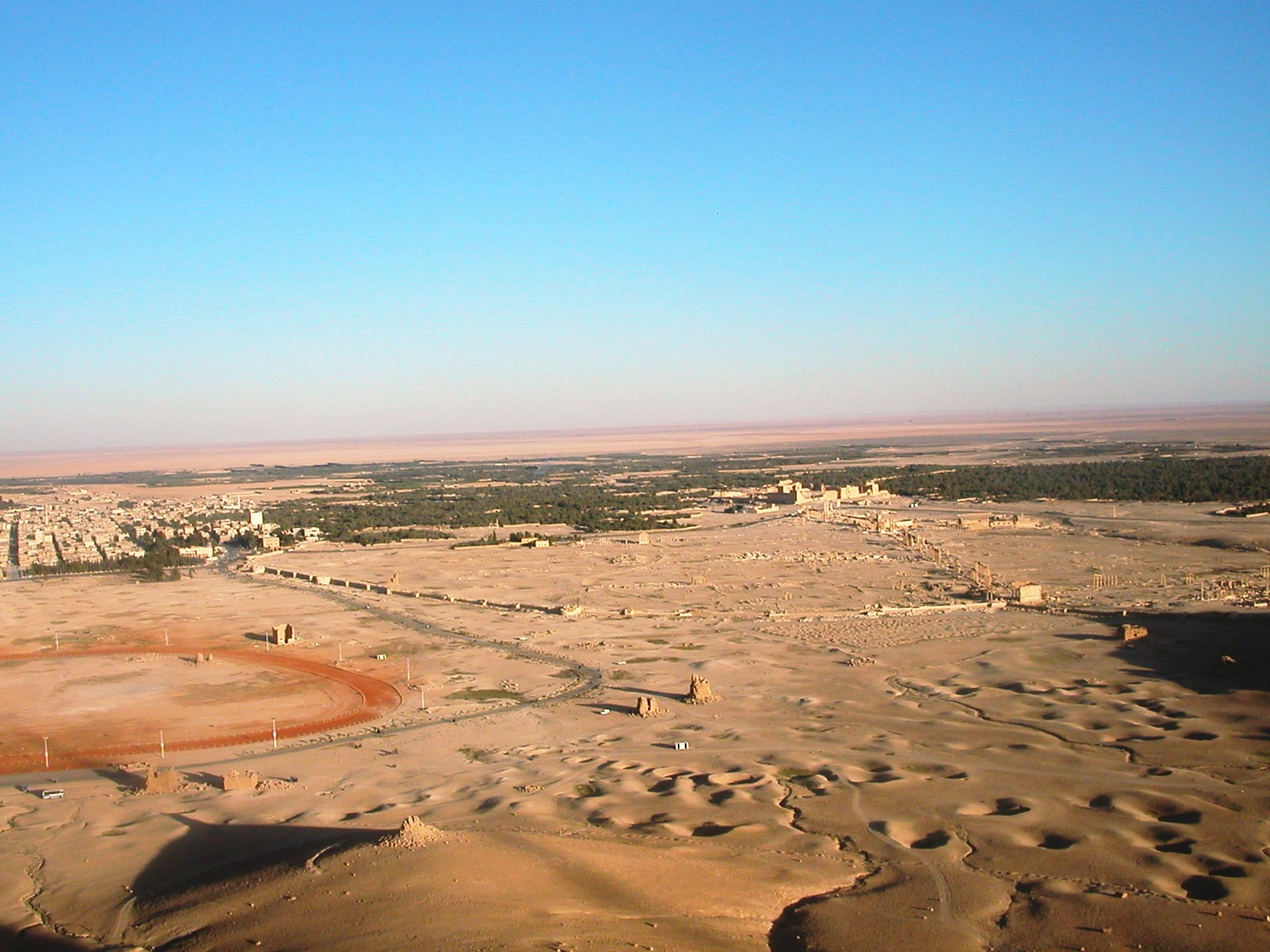
Zicht op de site vanaf de Arabische burcht
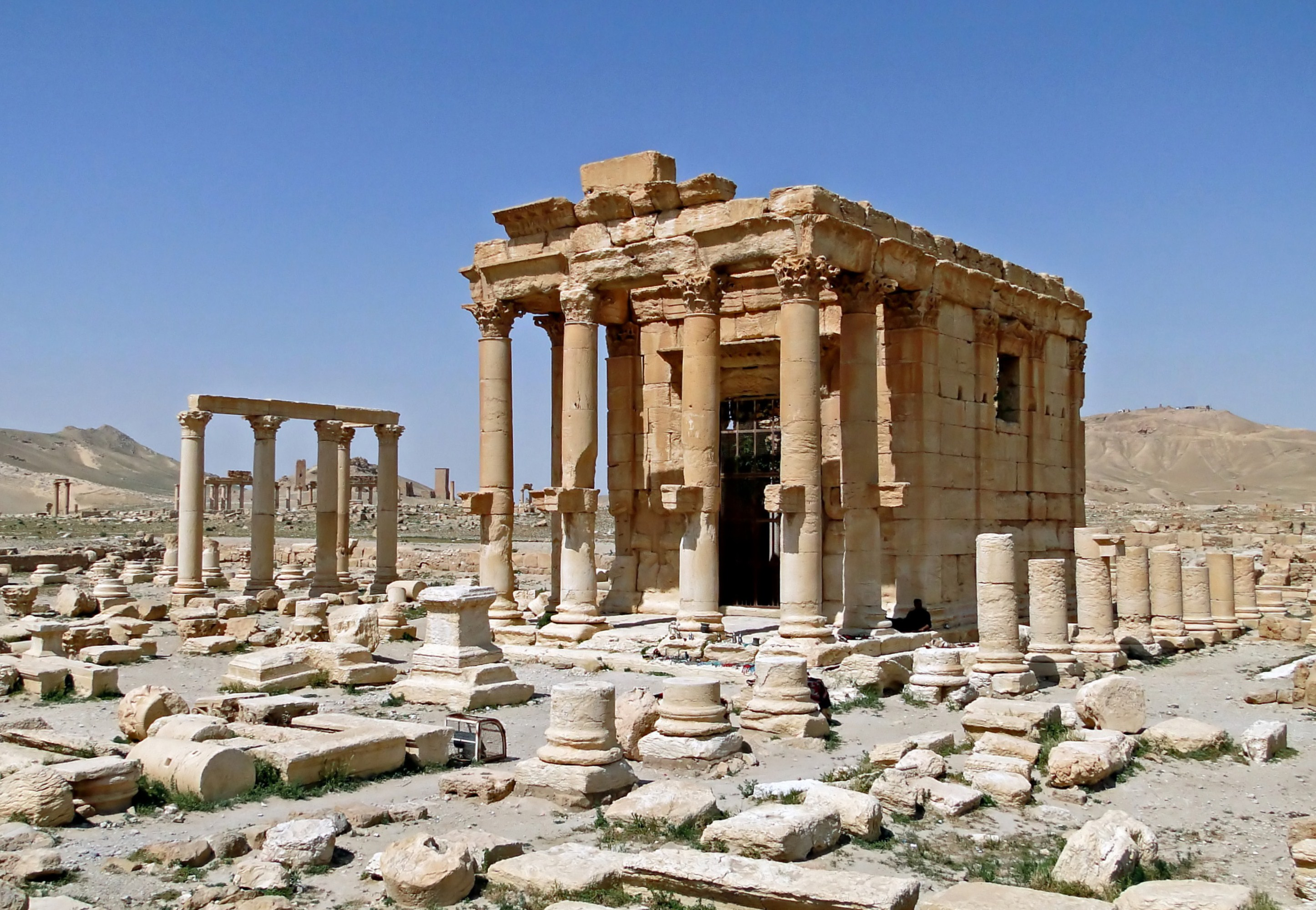
Tempel van Baal-Shamin (2010). In 2015 opgeblazen